# Lersøparken
Lersøparken er en offentlig park, der ligger øst for Tagensvej og umiddelbart syd for Bispebjerg Hospital i bydelen Bispebjerg, København.

## Historie
Oprindeligt lå der en naturlig sø, kaldet Lersøen, hvor parken ligger i dag. I 1750 gik den fra nutidens Lyngbyvej til den nordlige ende af Nørrebrogade. Søens naturlige dræn blev blokeret og erstattet af en kanal kendt som Lygte Å for at forbedre Københavns vandforsyning. Søen blev omdannet til marskland i 1800-tallet. Kurveflettere fra København brugte området til at høste tagrør og siv. Mod slutningen af århundredet begyndte man at bruge søen til losseplads, og området omkring søen blev gradvist bebygget til sognet Brønshøj, der var vokset frem i 1901.
Lersøparken blev etableret i årene 1908-13, og i årene 1909-20 blev der opført kolonihaver langs parken. Mellem Ryparken station og Bispebjerg Hospital ligger Kolonihaveparken, hvor seks haveforeninger med i alt 398 kolonihaver holder til. Her opstod i 1910 de første haveforeninger, som i dag er fredet af Københavns Kommune.